# Скрипалово
Скрипалово (нем. Josefstal) — исчезнувшее село в Котовском районе Волгоградской области.
Село находилось в степной местности, в пределах Приволжской возвышенности, являющейся частью Восточно-Европейской равнины, на левом берегу реки Сухая Ольховка.

## История
Основано в 1852 году как дочерняя немецкая колония Иозефсталь (русское название - Скрипалево). До 1917 года - в составе Иловлинского колонистского округа, после 1871 года Иловлинской волости (после объединения с Семеновской волостью, переименована в Умётскую) Камышинского уезда Саратовской губернии. Основатели - выходцы из колоний Пфейфер (Гнилушка), Келер, Гебель, Гильдман, Гусарен, Лейхтлинг, Шукк, Фольмер, Деготт, Мариенфельд.
Село относилось к католическому приходу Мариенфельд. Первая, деревянная, крытая железом церковь была построена в 1870 году; в 1904 году была выстроена новая, каменная церковь. С момента основания действовала церковно-приходская школа. В 1885 году открыта частная школа.
В советский период - немецкое село сначала Нижне-Иловлинского района Голо-Карамышского уезда Трудовой коммуны (Области) немцев Поволжья, затем с 1922 года - Каменского, а с 1935 года - Эрленбахского кантона Республики немцев Поволжья; административный центр Иозефстальского сельского совета. В голод 1921 года родилось 69 человек, умерло 148. В период коллективизации организован колхоз "Ротер Виртшафтлер".
В 1927 году постановлением ВЦИК "Об изменениях в административном делении Автономной С.С.Р. Немцев Поволжья и о присвоении немецким селениям прежних наименований, существовавших до 1914 года" селу Скрипалево Каменского кантона возвращено название Иосефсталь.
28 августа 1941 года был издан Указ Президиума ВС СССР о переселении немцев, проживающих в районах Поволжья. Население было депортировано. После ликвидации АССР немцев Поволжья село вошло в состав Сталинградской области, впоследствии переименовано в село Скрипалово. В 1948 году включено в состав Ждановского района. С 1963 года - в составе Котовского района. В 1967 году село исключено из учетных данных, как фактически не существующее.

## Население
Динамика численности населения по годам:
| 1859 | 1865 | 1883 | 1897 | 1905 | 1911 | 1920 | 1922 | 1926 | 1931 |
| ---- | ---- | ---- | ---- | ---- | ---- | ---- | ---- | ---- | ---- |
| 617  | 630  | 885  | 1158 | 1206 | 1020 | 1418 | 1238 | 1379 | 1631 |

В 1931 году 100 % населения составляли немцы.